# Hron
Hron (z latinského označení Granus – keltský bůh, německy Gran, maďarsky Garam) je řeka v Banskobystrickém a Nitranském kraji na Slovensku. Je druhá nejdelší v zemi a jde o levostranný přítok Dunaje. Její délka činí 298 km. Povodí má rozlohu 5454,56 km².

## Tok řeky

### Pramen
Hron pramení v geomorfologickém celku Horehronské podolí na rozhraní Nízkých Tater a Spišsko-gemerského krasu na katastrálním území obce Telgárt. Pramen se nachází na jihovýchodním úpatí Kráľovy hole, jihozápadně od sedla Besník v nadmořské výšce zhruba 980 metrů.

### Tok
Na horním a středním toku protéká soutěskami a mezihorskými kotlinami Západních Karpat a na dolním toku Podunajskou nížinou. Hlavními přítoky jsou Čierny Hron, Slatina, Sikenica a Paríž. Ve Štúrově se vlévá do Dunaje.

## Vodní režim
Průměrný průtok činí 53,7 m³/s. Nejvyšší je na jaře a nejmenší v létě.

## Využití
Hron se využívá k výrobě vodní (elektrické) energie.

#### Vodní dílo Veľké Kozmálovce
U obce Veľké Kozmálovce byla pro potřebu chlazení Jaderné elektrárny Mochovce vybudována vodní nádrž, na které je též vybudována vodní elektrárna.

### Turismus
Vodní turistika je po celý rok rozvinutá především v úseku Banská Bystrica - Zvolen a část posádek pokračuje až k soutoku s Dunajem.

## Osídlení
Protéká těmito městy: Brezno, Podbrezová, Banská Bystrica, Zvolen, Žiar nad Hronom, Žarnovica, Nová Baňa, Želiezovce, Čata, Štúrovo.